# Michel Vorm
Michel Vorm (nascut el 20 d'octubre de 1983) és un exjugador de futbol neerlandès que jugava com a porter.
El 13 de maig de 2014 va ser inclòs per l'entrenador de la selecció dels Països Baixos, Louis Van Gaal, a la llista preliminar de 30 jugadors per a representar aquest país a la Copa del Món de Futbol de 2014 al Brasil. Finalment va ser confirmat en la nòmina definitiva de 23 jugadors el 31 de maig.